# Lijst van voetbalinterlands Gibraltar - Liechtenstein
Deze lijst van voetbalinterlands is een overzicht van alle officiële voetbalwedstrijden tussen de nationale teams van Gibraltar en Liechtenstein. De landen speelden tot op heden acht keer tegen elkaar. De eerste ontmoeting, een vriendschappelijke wedstrijd, werd gespeeld in Gibraltar op 23 maart 2016. Het laatste duel, een groepswedstrijd tijdens de UEFA Nations League 2024/25, vond plaats op 13 oktober 2024 in Vaduz.

## Wedstrijden
| № | Plaats    | Datum            | Competitie                  | Wedstrijd                 | Uitslag |
| - | --------- | ---------------- | --------------------------- | ------------------------- | ------- |
| 1 | Gibraltar | 23 maart 2016    | Vriendschappelijk           | Gibraltar – Liechtenstein | 0 − 0   |
| 2 | Vaduz     | 9 september 2018 | UEFA Nations League 2018/19 | Liechtenstein – Gibraltar | 2 – 0   |
| 3 | Gibraltar | 16 oktober 2018  | UEFA Nations League 2018/19 | Gibraltar – Liechtenstein | 2 − 1   |
| 4 | Vaduz     | 10 oktober 2020  | UEFA Nations League 2020/21 | Liechtenstein – Gibraltar | 0 – 1   |
| 5 | Gibraltar | 17 november 2020 | UEFA Nations League 2020/21 | Gibraltar – Liechtenstein | 1 – 1   |
| 6 | Gibraltar | 16 november 2022 | Vriendschappelijk           | Gibraltar − Liechtenstein | 2 − 0   |
| 7 | Gibraltar | 8 september 2024 | UEFA Nations League 2024/25 | Gibraltar – Liechtenstein | 2 − 2   |
| 8 | Vaduz     | 13 oktober 2024  | UEFA Nations League 2024/25 | Liechtenstein – Gibraltar | 0 – 0   |

## Samenvatting
| Competitie          | Totaal gespeeld | Winst Gibraltar | Gelijk | Winst Liechtenstein | Doelsaldo Gibraltar – Liechtenstein |
| ------------------- | --------------- | --------------- | ------ | ------------------- | ----------------------------------- |
| UEFA Nations League | 6               | 2               | 3      | 1                   | 6 − 6                               |
| Vriendschappelijk   | 2               | 1               | 1      | 0                   | 2 − 0                               |
| Totaal              | 8               | 3               | 4      | 1                   | 8 − 6                               |

## Details

### Eerste ontmoeting
| Vriendschappelijk (Gibraltar, 23 maart 2016):                                                            |       |               |
| Gibraltar                                                                                                | 0 – 0 | Liechtenstein |
| | goals |               |
| - Debuut van Jayce Olivero (Lions Gibraltar FC) en Robert Montovio (Gibraltar United FC) voor Gibraltar. |       |               |

### Tweede ontmoeting
| UEFA Nations League 2018/19 (Vaduz, Liechtenstein, 9 september 2018): |       |           |
| Liechtenstein                                                         | 2 – 0 | Gibraltar |
| Dennis Salanović 32' Sandro Wieser 72'                                | goals |           |

### Derde ontmoeting
| UEFA Nations League 2018/19 (Gibraltar, 16 oktober 2018):                   |       |                      |
| Gibraltar                                                                   | 2 – 1 | Liechtenstein        |
| George Cabrera 61' Joseph Chipolina 66'                                     | goals | 15' Dennis Salanović |
| - Vijftigste interland van Daniel Kaufmann (FC Balzers) voor Liechtenstein. |       |                      |

### Vierde ontmoeting
| UEFA Nations League 2020/21 (Vaduz, Liechtenstein, 10 oktober 2020): |       |                  |
| Liechtenstein                                                        | 0 – 1 | Gibraltar        |
|                                                                      | goals | 10' Tjay De Barr |

### Vijfde ontmoeting
| UEFA Nations League 2020/21 (Gibraltar, 17 november 2020):         |       |                |
| Gibraltar                                                          | 1 – 1 | Liechtenstein  |
| Daniel Brändle 17' (e.d.)                                          | goals | 44' Noah Frick |
| - Vijftigste interland van Liam Walker (Europa FC) voor Gibraltar. |       |                |

### Zesde ontmoeting
| Vriendschappelijk (Gibraltar, 16 november 2022): |       |               |
| Gibraltar                                        | 2 – 0 | Liechtenstein |
| Roy Chipolina 14' Liam Walker 21' (pen.)         | goals |               |

### Zevende ontmoeting
| UEFA Nations League 2024/25 (Gibraltar, 8 september 2024): |       |                                                |
| Gibraltar                                                  | 2 – 2 | Liechtenstein                                  |
| Liam Walker 8' James Scanlon 90+7'                         | goals | Ferhat Saglam 53' Nicolas Hasler 90+14' (pen.) |

LFV · A-internationals · Bondscoaches · Statistieken · Liechtensteins vrouwenelftal · Liechtenstein U21 · Liechtenstein U19 · Liechtenstein U18 · Liechtenstein U17 · Liechtenstein U16
1980 – 1989 ·
1990 – 1999 ·
2000 – 2009 ·
2010 – 2019 ·
2020 − 2029
1981 · 
1982 · 
1983 · 
1984 · 
1985 · 
1986 · 
1987 · 
1988 · 
1989 · 
1990 · 
1991 · 
1992 · 
1993 · 
1994 · 
1995 · 
1996 · 
1997 · 
1998 · 
1999 · 
2000 · 
2001 · 
2002 · 
2003 · 
2004 · 
2005 · 
2006 · 
2007 · 
2008 · 
2009 · 
2010 · 
2011 · 
2012 ·
2013 ·
2014 ·
2015 ·
2016 ·
2017 ·
2018 ·
2019 ·
2020 ·
2021 ·
2022 ·
2023 ·
2024
Albanië ·
Andorra ·
Armenië ·
Australië ·
Azerbeidzjan ·
België ·
Bosnië en Herzegovina ·
China ·
Denemarken ·
Duitsland ·
Engeland ·
Estland ·
Faeröer ·
Finland ·
Georgië ·
Gibraltar ·
Griekenland ·
Hongarije ·
Hongkong ·
Ierland ·
IJsland ·
Indonesië ·
Israël ·
Italië · 
Kaapverdië ·
Kroatië ·
Letland ·
Litouwen ·
Luxemburg ·
Malta ·
Moldavië ·
Montenegro ·
Nederland ·
Noord-Ierland ·
Noord-Macedonië ·
Oostenrijk ·
Polen ·
Portugal ·
Qatar ·
Roemenië ·
Rusland ·
San Marino ·
Saoedi-Arabië ·
Schotland ·
Slowakije ·
Spanje ·
Thailand ·
Togo ·
Tsjechië ·
Turkije ·
Verenigde Staten ·
Wales ·
Wit-Rusland ·
Zweden ·
Zwitserland
GFA · A-internationals · Bondscoaches · Statistieken · Vrouwenelftal · Olympisch elftal · Gibraltar U19 · Gibraltar U17
2010 – 2019 ·
2020 − 2029
2013 ·
2014 ·
2015 ·
2016 ·
2017 ·
2018 ·
2019 ·
2020 ·
2021 ·
2022 ·
2023 ·
2024
Andorra ·
Armenië ·
België ·
Bosnië en Herzegovina ·
Bulgarije ·
Cyprus ·
Denemarken ·
Duitsland ·
Estland ·
Faeröer ·
Frankrijk ·
Georgië ·
Grenada ·
Griekenland ·
Ierland ·
Kosovo ·
Kroatië ·
Letland ·
Liechtenstein ·
Litouwen ·
Malta ·
Moldavië ·
Montenegro ·
Nederland ·
Noord-Macedonië ·
Noorwegen ·
Polen ·
Portugal ·
San Marino ·
Schotland ·
Slovenië ·
Slowakije ·
Turkije ·
Wales ·
Zwitserland